# Jacopo Zabarella
Pour les articles homonymes, voir Zabarella.
Jacopo Zabarella (ou Giacomo Zabarella), né le 5 septembre 1533 à Padoue où il est mort le 15 octobre 1589, est un philosophe humaniste italien.

## Biographie
Logicien et commentateur d'Aristote, Zabarella écrivit beaucoup et composa des traités de logique, de physique, etc. Il a fini ses études à l'université de Padoue et acquit son doctorat en 1553. Il fut accusé d'athéisme pour son livre De inventione æterni motoris.
C’est l’un des commentateurs latins d’Aristote les plus réputés.

## Publications
- Opera Logica. Venise, 1578. Opera logica, de tribus praecognitis, 3e éd., Cologne, par Lazarus Zetneri, 1597.
- Tabula logicae. Venise, 1580.
- In duos Aristotelis libros Posteriores Analyticos comentarii. Venise 1582. In Opera logica, édition par W. Risse, Olms, Hidesheim, 1966.
- De doctrinae ordine apologia. Venise 1584.
- Libri XXX De rebus naturalibus, de inventione aeterni motoris. Cologne 1594.
- In libros Aristotelis Physicorum commentarii. Venise 1601.
- In tres libros Aristotelis De anima commentarii. Venise 1605.
  - Éditions : Opera, Lyon, 1586-1587 en 5 volumes; Bâle 1594 ; Opera Logica : Cologne 1597, Francfort 1606-07

## Traductions
- Iacobus Zabarella, Tables de logique. Sur l'Introduction de Porphyre, les Catégories, le De l'interprétation et les Premiers Analytiques d'Aristote: Petite synopse introductive à la logique aristotélicienne. Paris, L'Harmattan, 2003, traduction de Michel Bastit.
- Jacques Zabarella, La Nature de la logique. Paris, Vrin 2009, traduction de Dominique Bouillon.

## Études
- Dominique Bouillon, L'Interprétation de Jacques Zabarella le philosophe.Une étude historique logique et critique sur la règle du moyen terme dans les Opera logica (1578), Paris, Classiques Garnier, 2009.